# خیرت‌آباد
خیرت‌آباد (به انگلیسی: Khairtabad) یک منطقهٔ مسکونی در هند است که در حیدرآباد واقع شده‌است.